# 俄罗斯国立图书馆
55°45′07″N 37°36′35″E / 55.75194°N 37.60972°E
俄罗斯国立图书馆（羅馬化：Rossiyskaya gosudarstvennaya biblioteka），位于俄罗斯莫斯科的国家图书馆。以藏书量而言它是俄罗斯最大的和世界第三大的图书馆，有1750万册。該館自1925年起命名为“苏联列宁国立图书馆”，直到1992年方更名至現名。

## 外部連結
- 官方网站
- 卫星地图